# IC 1419
IC 1419 ist eine Galaxie vom Hubble-Typ S im Sternbild Aquarius auf der Ekliptik. Sie ist schätzungsweise 641 Millionen Lichtjahre von der Milchstraße entfernt.
Das Objekt wurde am 14. September 1892 von Stéphane Javelle entdeckt.